# Tim Maurice-Jones
Tim Maurice-Jones ist ein britischer Kameramann.

## Karriere
Maurice-Jones wurde zunächst durch seine Arbeit an Werbespots und Musikvideos bekannt.
Wiederholt arbeitete mit dem Regisseur Michel Gondry zusammen, unter anderem an Musikvideos für Björk (Human Behaviour, 1993), Sinéad O’Connor (Fire on Babylon, 1994), Massive Attack (Protection, 1995) oder Cibo Matto (Sugar Water, 1996). Seine Arbeit für die Werbespots Resignation (Polaroid, 1995) und Drugstore (Levi Strauss & Co., 1996), die beide gemeinsam mit Gondry entstanden, wurden mit mehreren Kreativpreisen für seine Kameraarbeit bedacht. Drugstore hält laut Guinness-Buch der Rekorde 2004 den Preis für den Werbespot mit den meisten Auszeichnungen. Auch bei Gondrys Spielfilmdebüt Human Nature (2001) war er für die Kameraarbeit verantwortlich.
Ab Ende der 1990er Jahre wirkte er an ersten Spielfilmproduktionen mit. Mit Guy Ritchie arbeitete er an Bube, Dame, König, grAS (1998), Snatch – Schweine und Diamanten (2000) und Revolver (2005).
Maurice-Jones ist Mitglied der British Society of Cinematographers (B.S.C.).

## Filmografie (Auswahl)
- 1990: A Short Film About Chilling (Dokumentarkurzfilm)
- 1994: A Feast at Midnight
- 1995: There Is a Light That Never Goes Out (Dokumentarfilm)
- 1997: If You Loved Me (Kurzfilm)
- 1998: Bube, Dame, König, grAS (Lock, Stock & Two Smoking Barrels)
- 2000: Snatch – Schweine und Diamanten (Snatch.)
- 2001: Human Nature – Die Krone der Schöpfung (Human Nature)
- 2003: The Work of Director Michel Gondry (Video-Compilation)
- 2004: Neid (Envy)
- 2005: Revolver
- 2008: Filth and Wisdom
- 2009: White Lightnin'
- 2012: Die Frau in Schwarz (The Woman in Black)
- 2013: Kick-Ass 2
- 2016: Bastille Day
- 2022: The 355
- 2023: The Expendables 4 (Expend4bles)
- 2024: Speak No Evil